# كريستوفر هاسي
كريستوفر هاسي (بالألمانية: Christopher Haase)‏ هو سائق سيارة سباق ألماني، ولد في 26 سبتمبر 1987 في كولمباخ في ألمانيا.

## روابط خارجية
- كريستوفر هاسي على موقع DriverDB.com (الإنجليزية)